# Torneo Internacional de Hockey de Reyes
El Concurso Internacional de Hockey de Reyes es un acontecimiento deportivo de hockey sobre hierba que tiene lugar cada año en las instalaciones del Real Club de Polo de Barcelona, durante tres días de enero, y con motivo del día de los Reyes Magos.
El evento se ha celebrado cada año, y de forma ininterrumpida, desde 1949, por lo que es uno de los torneos de hockey sobre hierba más antiguos de España. 
Inicialmente el torneo sólo se disputaba en la categoría absoluta masculina, pero a partir de 1965 también se disputó en la categoría juvenil masculina. Un año después, en 1966, se empezó a disputar en categoría femenina sénior, y a partir de 1980 en juvenil femenina. Desde 1987 se disputa también en categoría veteranos masculina. Actualmente, por tanto, el torneo se disputa en cinco categorías.
En cada categoría disputan el torneo 6 equipos, provenientes de diferentes países del mundo.